# Yehuda Shoenfeld
Yehuda Shoenfeld (14 de febrero de 1948, Eslovaquia) es un médico e investigador israelí especialista en medicina interna, reumatología e inmunología.

## Biografía
Yehuda Shoenfeld estudió medicina entre 1965 y 1972 en el Centro Médico Hadassah. En 1972 completó su doctorado en medicina sobre el tema de la osteogénesis imperfecta bajo la dirección del profesor A. Fried. Más tarde se especializó en medicina interna. De 1974 a 1979 dirigió una unidad de inmunología clínica en el Hospital Beilinson en Petah Tikva. Entre 1978 y 1980, con la ayuda de becas de varios meses, estudió oncología y hematología en universidades de Estados Unidos, en Abottler, en el Centro Médico de la Ciudad de Hope en Duarte, California, en Robert Schwartz, en el Centro Médico New Teats en Boston y en R. Nachman, Centro Médico Cornell. 
Trabaja desde 1989 como director del departamento de medicina del Centro de Enfermedades Autoinmunes en el Centro Médico Sheba de Tel HaShomer y en la Facultad de Medicina de Sackler en la  Universidad de Tel Aviv. Estudió en la Universidad Hebrea de Jerusalén. Es el titular de la presidencia de la Laura Schwarz-Kipp Silla Para La Investigación de las Enfermedades Autoimmunes. Shoenfeld Es el editor de dos revistas: Harefuah, de medicina, en hebreo con extractos en inglés y la Revista de la Asociación Médica de Israel. Es coeditor en jefe de Autoimmunity Reviews, co-editor del Journal of Autoimmunity, y miembro de la junta editorial del Clinical Reviews in Allergy & Inmunology.

## Actividad científica
A partir de 1980, Schoenfeld fue un pionero en el campo de la investigación de anticuerpos monoclonales humanos y creó antagonistas monoclonales humanos. La disponibilidad de estos anticuerpos permitió la expansión del campo de estudios para el análisis de las idiopatías patógenas. En 1988, Schoenfeld y sus colegas informaron sobre la creación de modelos experimentales de lupus eritematoso sistémico (LES) por exposición a autodunciones idióticas. Más tarde, estudió el mismo modelo de síndrome antifosfolípido (APS), la vasculitis, el síndrome de Godpacher y la tiroiditis. Sobre la base de estos estudios, Schoenfeld propuso la teoría de la expansión de los autoanticuerpos para explicar la existencia de una variedad muy amplia de anticuerpos autoinmunes a las enfermedades reumatoides autoinmunes sistémicas. Escribió un libro sobre idiotipos en autoinmunidad, cáncer e infecciones con A. Gershwin y J. Peter.
En 1991, el equipo de Schoenfeld demostró por primera vez el papel patógeno de los anticuerpos contra los antipsopolípidos. Muchos laboratorios de investigación utilizan un modelo que han creado para el síndrome antipsopolípido experimental. Los estudios en este campo se presentaron en su libro sobre el síndrome antipsoflópido. Schoenfeld demostró que la actividad inmunogénica de la beta-2- glicoproteína (β2GPI) causa síndrome antifosfolípido en ratones. Sobre la base de estos estudios, Schoenfeld estudió nuevas estrategias terapéuticas para este síndrome en humanos.

## Trabajos publicados
Durante su carrera científica, Schoenfeld escribió sobre 1850 artículos científicos, 350 capítulos en libros y 35 libros, solo y en sociedad.
Algunos de ellos son:
- Cáncer y autoinmunidad. Ámsterdam y Nueva York 2000
- Aterosclerosis y autoinmunidad. Ámsterdam y Nueva York 2001
- Infección y autoinmunidad. Ámsterdam y Boston 2004
- Enfermedades autoinmunes y tratamiento: trastornos específicos del órgano y sistémicos. Nueva York 2005
- Autoanticuerpos. Ámsterdam y Boston 2007
- Criterios de diagnóstico en enfermedades autoinmunes. Totowa 2008

## Controversias sobre adyuvantes en vacunas
En la década de 2000, Schoenfeld describió un síndrome autoinmune causado por adyuvantes (ASIA). Los supuestos sospechosos de causar este síndrome incluían la silicona usada en cirugía estética y el aluminio usado como adyuvante en las vacunas. En este contexto, Sheinfeld expresó reservas sobre la introducción de la vacuna contra el virus del papiloma humano. En 2011, Schoenfeld participó en la película The Greater Good, que promovió la teoría de que la MMR puede causar autismo. En 2015, Sheinfeld y otros seis investigadores israelíes se agregaron a la investigación canadiense de Chris Shaw y Lucia Tomlinovich, en la que se concluyó que el aluminio como adyuvante en la vacuna contra el VPH causó cambios en el comportamiento de los ratones. Este estudio fue criticado por otros investigadores que afirmaron que el método de investigación habría sido defectuoso y que las conclusiones no eran correctas en un artículo en la revista Scientist. El editor en jefe de la revista Vaccine, donde fue publicado el estudio, ordenó que se quitara el artículo. Los medios de comunicación hicieron eco de esto. Su investigación sobre el riesgo de las vacunas que incluyen aluminio, ha sido utilizada por organizaciones que rechazan la supuesta esencialidad de vacunas y luchan para detener la obligatoriedad de sus aplicaciones por parte de ciertas legislaciones. Schoenfeld, sin ser un activista contra las vacunas, hace un llamado de atención sobre los efectos secundarios y las posibles complicaciones de algunas de ellas.